# Metaphycus alboclavatus
Metaphycus alboclavatus är en stekelart som beskrevs av Compere 1939. Metaphycus alboclavatus ingår i släktet Metaphycus och familjen sköldlussteklar. Inga underarter finns listade i Catalogue of Life.